# Patinação de velocidade em pista curta nos Jogos Olímpicos de Inverno de 2006 - 1000 m feminino
A competição de 1000 m feminino da patinação de velocidade em pista curta nos Jogos Olímpicos de Inverno de 2006 aconteceu no dia 25 de fevereiro.

## Medalhistas
| Ouro   | KOR Jin Sun-yu    |
| Prata  | CHN Wang Meng     |
| Bronze | CHN Yang Yang (A) |

## Resultados

### Primeira fase
| Pos. | Patinadora         | Tempo    | Nº  |
| ---- | ------------------ | -------- | --- |
| 1    | CAN Tania Vicent   | 1:33.904 | 108 |
| 2    | JPN Mika Ozawa     | 1:33.977 | 136 |
| 3    | PRK Hyang Mi Ri    | 1:34.360 | 148 |
| 4    | ROM Katalin Kristo | 1:34.506 | 149 |

| Pos. | Patinadora             | Tempo    | Nº  |
| ---- | ---------------------- | -------- | --- |
| 1    | CHN Yang Yang (A)      | 1:34.878 | 112 |
| 2    | RUS Tatiana Borodulina | 1:34.988 | 150 |
| 3    | GBR Sarah Lindsay      | 1:35.539 | 120 |

| Pos. | Patinadora         | Tempo    | Nº  |
| ---- | ------------------ | -------- | --- |
| 1    | USA Hyo-Jung Kim   | 1:36.182 | 155 |
| 2    | HUN Erika Huszar   | 1:36.515 | 129 |
| 3    | BLR Julia Elsakova | 1:36.885 | 102 |
| -    | GER Aika Klein     | DQ       | 123 |

| Pos. | Patinadora           | Tempo    | Nº  |
| ---- | -------------------- | -------- | --- |
| 1    | BUL Evgenia Radanova | 1:35.765 | 103 |
| 2    | FRA Min Kyung Choi   | 1:36.745 | 116 |
| 3    | HKG Yueshuang Han    | 1:37.883 | 127 |

| Pos. | Patinadora            | Tempo    | Nº  |
| ---- | --------------------- | -------- | --- |
| 1    | KOR Sun-Yu Jin        | 1:31.504 | 143 |
| 2    | ITA Arianna Fontana   | 1:32.033 | 131 |
| 3    | CZE Katerina Novotna  | 1:32.220 | 114 |
| 4    | FRA Stephanie Bouvier | 1:33.197 | 115 |

| Pos. | Patinadora         | Tempo    | Nº  |
| ---- | ------------------ | -------- | --- |
| 1    | KOR Eun-Kyung Choi | 1:38.414 | 141 |
| 2    | AUS Emily Rosemond | 1:39.942 | 101 |
| 3    | GER Yvonne Kunze   | 1:40.166 | 124 |
| -    | ITA Marta Capurso  | DQ       | 130 |

| Pos. | Patinadora            | Tempo    | Nº  |
| ---- | --------------------- | -------- | --- |
| 1    | CHN Meng Wang         | 1:37.161 | 111 |
| 2    | NED Liesbeth Mau Asam | 1:38.039 | 146 |
| 3    | LAT Evita Krievane    | 1:39.986 | 145 |

| Pos. | Patinadora           | Tempo    | Nº  |
| ---- | -------------------- | -------- | --- |
| 1    | CAN Amanda Overland  | 1:33.761 | 106 |
| 2    | USA Kimberly Derrick | 1:33.812 | 152 |
| 3    | JPN Yuka Kamino      | 1:33.959 | 135 |
| 4    | HUN Rozsa Darazs     | 1:34.059 | 128 |

### Quartas de finais
| Pos. | Patinadora             | Tempo    | Nº  |
| ---- | ---------------------- | -------- | --- |
| 1    | KOR Sun-Yu Jin         | 1:33.351 | 143 |
| 2    | CHN Meng Wang          | 1:33.453 | 111 |
| 3    | AUS Emily Rosemond     | 1:37.627 | 101 |
| -    | RUS Tatiana Borodulina | DQ       | 150 |

| Pos. | Patinadora            | Tempo    | Nº  |
| ---- | --------------------- | -------- | --- |
| 1    | KOR Eun-Kyung Choi    | 1:32.875 | 141 |
| 2    | CAN Amanda Overland   | 1:33.012 | 106 |
| 3    | NED Liesbeth Mau Asam | 1:34.034 | 146 |
| -    | USA Kimberly Derrick  | DQ       | 152 |

| Pos. | Patinadora           | Tempo    | Nº  |
| ---- | -------------------- | -------- | --- |
| 1    | ITA Arianna Fontana  | 1:33.401 | 131 |
| 2    | GER Yvonne Kunze     | 1:33.627 | 124 |
| 3    | HUN Erika Huszar     | 1:34.080 | 129 |
| 4    | CHN Yang Yang (A)    | 1:59.338 | 112 |
| -    | BUL Evgenia Radanova | DQ       | 103 |

| Pos. | Patinadora         | Tempo    | Nº  |
| ---- | ------------------ | -------- | --- |
| 1    | USA Hyo-Jung Kim   | 1:34.164 | 155 |
| 2    | JPN Mika Ozawa     | 1:34.715 | 136 |
| 3    | CAN Tania Vicent   | 1:35.594 | 108 |
| -    | FRA Min Kyung Choi | DQ       | 116 |

### Semifinais
| Pos. | Patinadora         | Tempo    | Nº  |
| ---- | ------------------ | -------- | --- |
| 1    | CHN Meng Wang      | 1:31.783 | 111 |
| 2    | KOR Eun-Kyung Choi | 1:32.099 | 141 |
| 3    | CAN Tania Vicent   | 1:32.650 | 108 |
| 4    | GER Yvonne Kunze   | 1:36.765 | 124 |
| 5    | USA Hyo-Jung Kim   | 1:54.187 | 155 |

| Pos. | Patinadora          | Tempo    | Nº  |
| ---- | ------------------- | -------- | --- |
| 1    | KOR Sun-Yu Jin      | 1:32.546 | 143 |
| 2    | CHN Yang Yang (A)   | 1:33.080 | 112 |
| 3    | CAN Amanda Overland | 1:33.102 | 106 |
| 4    | ITA Arianna Fontana | 1:33.228 | 131 |
| 5    | JPN Mika Ozawa      | 1:33.337 | 136 |

#### Final A
| Pos. | Patinadora         | Tempo    | Nº  |
| ---- | ------------------ | -------- | --- |
| 1    | KOR Sun-Yu Jin     | 1:32.859 | 143 |
| 2    | CHN Meng Wang      | 1:33.079 | 111 |
| 3    | CHN Yang Yang (A)  | 1:33.937 | 112 |
| -    | KOR Eun-Kyung Choi | DQ       | 141 |

#### Final B
| Pos. | Patinadora          | Tempo    | Nº  |
| ---- | ------------------- | -------- | --- |
| 4    | CAN Tania Vicent    | 1:34.099 | 108 |
| 5    | CAN Amanda Overland | 1:34.191 | 106 |
| 6    | ITA Arianna Fontana | 1:34.269 | 131 |
| 7    | GER Yvonne Kunze    | 1:34.789 | 124 |

Legenda
| Recorde mundial      | Recorde mundial (World record)               |                       | Recorde africano                      | Recorde africano (African) |                                           | Q | Classificado por posição (Qualified) |
| Recorde olímpico     | Recorde olímpico (Olympic record)            | Recorde da América    | Recorde da América (Americas)         | q                          | Classificado por melhor tempo (Qualified) |   |                                      |
| Melhor marca do ano  | Melhor marca do ano (World leading)          | Recorde asiático      | Recorde asiático (Asian)              | DNS                        | Não largou (Did not start)                |   |                                      |
| Recorde nacional     | Recorde nacional (National record)           | Recorde europeu       | Recorde europeu (European)            | DNF                        | Não terminou (Did not finish)             |   |                                      |
| Recorde pessoal      | Recorde pessoal do atleta (Personal best)    | Recorde da Oceania    | Recorde da Oceania (Oceania)          | DSQ / DQ                   | Desclassificado (Disqualified)            |   |                                      |
| Recorde da temporada | Recorde da temporada do atleta (Season best) | Recorde sul-americano | Recorde sul-americano (South America) | NM                         | Sem marca (No mark)                       |   |                                      |